# Giorgi Iluridze
Giorgi Iluridze (Tbilisi, Georgia, 20 de febrero de 1992) es un futbolista georgiano. Juega de delantero y su equipo actual es el Ethnikos Achnas de la FC Dinamo Batumi de Georgia.

## Selección nacional
Ha sido internacional con Georgia en categorías inferiores.

## Clubes
| Club                    | País    | Año           | PJ | Goles |
| ----------------------- | ------- | ------------- | -- | ----- |
| Anzhi Makhachkala       | Rusia   | 2010 - 2012   | 6  | 0     |
| FC Dila Gori            | Georgia | 2012 - 2013   | 31 | 5     |
| Hajduk Split            | Croacia | 2013 - 2014   | 15 | 1     |
| Ermis Aradippou         | Chipre  | 2014          | 2  | 0     |
| Zestafoni               | Georgia | 2014 - 2015   | 20 | 6     |
| FC Dila Gori            | Georgia | 2015 - 2016   | 13 | 1     |
| SKA-Energiya Khabarovsk | Rusia   | 2016          | 9  | 0     |
| Ethnikos Achnas         | Chipre  | 2016-2018     | 33 | 0     |
| FC Dinamo Batumi        | Georgia | 2018-presente | 27 | 6     |